# Acido perfluoroottanoico
L'acido perfluoroottanoico (PFOA) è un acido carbossilico di sintesi. Il suo sale, il perfluoroottanoato viene usato come tensioattivo nella polimerizzazione in emulsione per la produzione di polimeri fluorurati.

## Sintesi
Il PFOA viene sintetizzato industrialmente secondo due vie:
- Fluorurazione elettrochimica di cloruro di ottanoile con acido fluoridrico[2]
- Telomerizzazione[3] di un composto organico iodurato con tetrafluoroetilene[2][4]

### Fluorurazione Elettrochimica
La reazione di fluorurazione elettrochimica parte dal cloruro di ottanoile, il quale viene ottenuto per reazione fra l'acido ottanoico (CH3(CH2)6C(O)OH) e un agente clorurante quale il tricloruro di fosforo
3 CH3(CH2)6C(O)OH + PCl3 → 3 CH3(CH2)6C(O)Cl + H3PO3 
La fluorurazione produce un intermedio, il perfluoro-ottanoil fluoruro (C8F16O)
 H(CH2)7C(O)Cl + 17 HF → H(CH2)7C(O)F + C7H16 + 2 C8F16O + HCl + H2 
Questo acil fluoruro viene idrolizzato ad acido perfluoroottanoico (CF3(CF2)7C(O)OH) rigenerando l'acido fluoridrico di partenza
 CF3(CF2)6C(O)F + H2O → HF + CF3(CF2)6C(O)OH
La resa della fluorurazione elettrochimica nell'acil fluoruro è pari a circa il 10% - 15%. Il rimanente 85% dei prodotti è rappresentato da perfluorocarburi, eteri ciclici e isomeri
Il PFOA ottenuto seguendo questo percorso sintetico è composto per il 78% dall'isomero lineare, 13% da isomero terminale ramificato e per il 9% da isomero ramificato su di un punto casuale della catena fluorurata

### Telomerizzazione
La telomerizzazione fra Iodo-perfluoro-etano e Tetrafluoroetilene consente, a patto di riuscire a fermare la reazione al telomero voluto, di ottenere una resa più elevata rispetto alla tecnica ECF.
C2F5I + 3 C2F4 → C2F5(C2F4)3I 
Il telomero iodurato viene successivamente ossidato da triossido di zolfo e idrolizzato per formare il PFOA.. Nelle condizioni di reazione si formano solamente telomeri con catene lineari costituite da un numero pari di atomi di carbonio.

## Distruzione
Il PFOA viene distrutto riscaldandolo in dimetilsolfossido con idrossido di sodio.

## Applicazioni

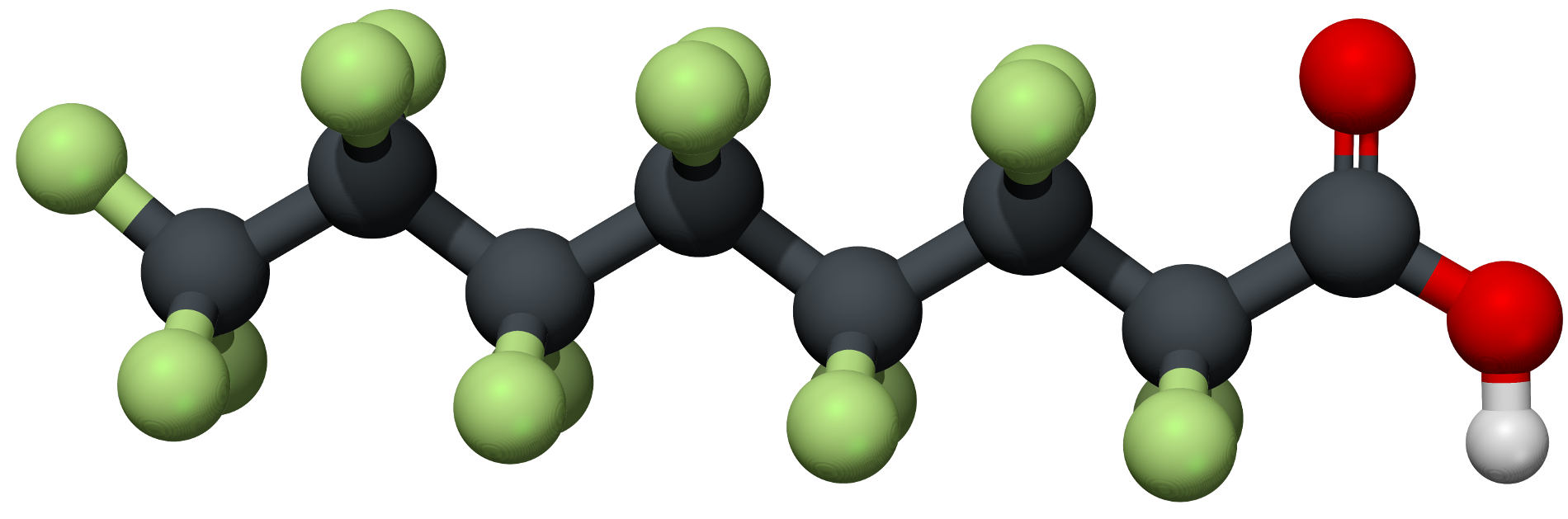
Rappresentazione tridimensionale della struttura del PFOA

L'acido perfluoroottanoico veniva usato come rivestimento impermeabilizzante per tessuti, pellame, carta e nella cera per pavimenti in quanto dà alle superfici trattate proprietà di oleorepellenza e idrofobicità. Veniva inoltre usato nell'incisione del vetro, come schiuma negli estintori, e per l'impermeabilizzazione dell'abbigliamento sportivo (nomex, gore-tex).
Il suo sale perfluoroottanoato viene usato industrialmente nella polimerizzazione in emulsione per la produzione di polimeri perfluorurati. Tuttavia verrà rimpiazzato a breve con altri tensioattivi.

## Sicurezza
L'acido perfluoroottanoico (PFOA o C8) è stato collegato al cancro, malattie della tiroide, colite ulcerosa e colesterolo alto, riportato anche in un recente studio dell'EPA e uno dello IARC che lo documenta come certamente cancerogeno.. Sotto forma di sale di ammonio, è usato come tensioattivo nella polimerizzazione in emulsione del PTFE, ed è stato rilevato in alcuni prodotti contenenti PTFE.I livelli che sono stati misurati nelle pentole antiaderenti variano da non rilevabile fino a 75 parti per miliardo Questi valori sono inferiori a quelli in prodotti di PTFE come il nastro sigillante, 1800 parti per miliardo (1,8 parti per milione) di PFOA rilevato, perché le pentole antiaderenti sono riscaldate al fine di volatilizzare il PFOA
Uno studio di DuPont sul Teflon PTFE non ha rilevato alcun PFOA di sopra del loro limite di rilevabilità di 9 parti per miliardo,e DuPont dice che il PFOA è assente nelle pentole col Teflon.
Uno studio del 2009 condotto dall'EPA ha trovato livelli di PFOA in pentole antiaderenti oscillanti tra il “non rilevato” (con un limite di rivelabilità di 1,5 parti per miliardo) e 4,3 parti per miliardo DuPont dice che non ci dovrebbero essere quantità misurabili su una padella a condizione che sia stata adeguatamente reticolata. Sebbene il PFOA è stato individuato nell'ordine delle poche parti per miliardo gamma nel sangue delle persone, l'esposizione da pentole antiaderenti è ritenuto non significativo, rispetto alla commercializzazione di altri prodotti. Tuttavia, a temperature ben superiori a quelle incontrate in cucina, la pirolisi del PTFE può formare piccole quantità di PFOA.
Nel gennaio 2006, DuPont, l'unica azienda che produce PFOA negli Stati Uniti, ha accettato di eliminare le emissioni della sostanza chimica dai suoi impianti di produzione entro il 2015, ma non ha preso impegni per la completa eliminazione dell'uso della sostanza. Nella polimerizzazione in emulsione del PTFE, la Dyneon, consociata di 3M, ha sviluppato un emulsionante sostitutivo
nonostante DuPont affermi che il PFOA è un "coadiuvante del processo essenziale". A partire da agosto 2008, la posizione dell'EPA era che "non dispone di informazioni che pongano in allarme circa l'uso di routine di articoli casalinghi o altri prodotti utilizzanti fluoropolimeri, come pentole antiaderenti o indumenti per il maltempo." A partire dal 2005 DuPont, ora Chemours, usa il GenX come sostituto del PFOA.
Al 2023, i PFOA risultano classificati dallo IARC nel gruppo 1 come sostanze cancerogene per gli esseri umani.
Il PFOA è stato proposto per l'inserimento nell'elenco della Convenzione di Stoccolma sugli inquinanti organici persistenti nel 2015 e nel 2019 la Conferenza delle Parti ha aggiunto il PFOA, i suoi sali e i composti correlati al PFOA all'Allegato A della Convenzione di Stoccolma. Molte centinaia di sali e precursori del PFOA rientrano nell'ambito di applicazione della restrizione.

## Cinema
L'acido perfluoroottanoico (PFOA) è trattato nel film Cattive acque (Dark Waters) di Todd Haynes uscito nel 2019, in cui l'avvocato Robert Bilott affronta il colosso della chimica DuPont sul tema dello scarico nelle acque superficiali di rifiuti tossici, prodotti dagli scarti di produzione, effettuato per decenni. Il film è ispirato dall'articolo The Lawyer Who Became DuPont's Worst Nightmare di Nathaniel Rich, giornalista del New York Times Magazine.